# Karl Odermatt (Politiker, 1830)
Karl Odermatt (voller Name: Karl Josef Odermatt) (* 30. August 1830 in Stans; † 27. Mai 1900 in Dallenwil) war ein Schweizer Politiker. Von 1880 bis 1883 gehörte er als Vertreter der Konservativen dem Regierungsrat des Kantons Nidwalden an.

## Leben
Karl Odermatt wurde als Sohn des Ratsherren Ignaz Odermatt (genannt «Gsandten Nazi») und der Aloisia Blättler geboren und wuchs auf dem Hof Giessen in Dallenwil auf. Daher kam auch sein Rufname «Karli auf dem Giessen». Odermatts Schulbesuch beschränkte sich auf einige Jahre Winterschule. Im Sommer arbeitete er auf dem Bauernhof seines Vaters. Durche eigene Weiterbildung brachte es Odermatt trotzdem bis zum Posthalter (Poststellenleiter). 
Auf Gemeindestufe begann Karl Odermatts politische Laufbahn 1857, als er für sechs Jahre Gemeinderat und Schulrat von Dallenwil wurde. Im Jahr 1863 wurde Odermatt gar zum Gemeindepräsidenten gewählt. Diese Ämter gab er 1868 ab und wurde Salzauswäger der Gemeinde Dallenwil. Im Jahr 1883 wurde Odermatt Mitglied des Kirchenrats. 
Im Jahr 1857 wurde Karl Odermatt für sechs Jahre Ratsherr im Landrat und Mitglied des Armenrats von Stans. 1863, sechs Jahre später, wurde er bis 1874 Mitglied des Geschworenengerichts. Ab 1874 war Odermatt Mitglied des Vermittlungsgerichts. Im Jahr 1877 wurde Karl Odermatt Mitglied und Präsident sowohl des Kantonsgerichts wie auch des Kriminalgerichts. Das Volk wählte ihn an der Landsgemeinde 1880 für drei  Jahre in den Regierungsrat.
Karl Odermatt heiratete am 6. November 1891 in Stans Karolina Odermatt. Die Ehe blieb kinderlos. Er war einer der Gründer der Nidwaldner Kantonalbank.  

## Quelle
- Neues Stammbuch. Band IV, Odermatt, 499 (132).